# Oderwiesen Neurüdnitz
Das Naturschutzgebiet Oderwiesen Neurüdnitz liegt auf dem Gebiet der Gemeinden Neulewin und Oderaue und der Stadt Bad Freienwalde (Oder) im Landkreis Märkisch-Oderland in Brandenburg.
Das Gebiet mit der Kenn-Nummer 1619 wurde mit Verordnung vom 9. Juni 2008 unter Naturschutz gestellt. Das rund 1046 ha große Naturschutzgebiet erstreckt sich südöstlich von Hohenwutzen, einem Ortsteil von Bad Freienwalde (Oder), entlang der östlich fließenden Oder und der östlich verlaufenden Staatsgrenze zu Polen.